# Citrine (protéine)
Citrine, aussi connue sous le nom d'antiport aspartate-glutamate ou bien de transporteur aspartate-glutamate (aspartate/glutamate carriers, AGC), est une protéine membranaire mitochondriale faisant partie de la famille SLC25. Elle permet l'échange strict d'un aspartate contre un glutamate et un proton à travers la membrane interne mitochondriale. Le processus de transport serait activé par le calcium présent dans l'espace intermembranaire mitochondrial.

## Fonction
Deux isoformes de l'antiport aspartate-glutamate, présentant une homologie de séquence de 78%, ont été identifiées chez l'homme : Aralar et Citrine.
Aralar a été découvert en 1998 par deux chercheurs de l'Université autonome de Madrid, Araceli del Arco et Jorgina Satrústegui. Le nom "Aralar" signifie "Araceli hiperlarga". Cette isoforme est principalement exprimée dans les tissus excitables (cerveau, cœur, muscles squelettiques).
Citrine a été découverte en 1999 grâce à une collaboration entre l'Université de Kagoshima (Japon) et l'Université de Toronto (Canada). Citrine est quatre fois plus active qu'Aralar et est exprimée dans les tissus non excitables (foie, rein, pancréas).

Le NADH transfère deux électrons à un oxaloacétate, qui est réduit en malate. Cette réaction d'oxydoréduction est catalysée par la malate déshydrogénase cytosolique (cMDH). L'antiport oxoglutarate/malate (OGC) importe le malate dans la mitochondrie et exporte le 2-oxoglutarate vers le cytosol. Le malate mitochondrial est oxydé en oxaloacétate, permettant la réduction de NAD^{+} en NADH. Cette réaction est catalysée par la malate déshydrogénase mitochondriale (mMDH). L'oxaloacétate généré, ainsi qu'un glutamate mitochondrial, sont convertis en oxoglutarate et en aspartate par une réaction de transamination catalysée par l'aspartate transaminase mitochondrial (mAAT). L'aspartate et l'oxoglutarate sont exportés en échange d'un glutamate et d'un malate par les antiports aspartate/glutamate (AGC) et oxoglutarate/malate (OGC). Les aspartate et oxoglutarate cytosoliques sont convertis en oxaloacétate et glutamate par une réaction de transamination catalysée par l'aspartate transaminase cytosolique (cAAT). L'oxaloacétate généré est de nouveau réduit en malate, tandis que le glutamate est échangé vers la matrice mitochondriale contre un aspartate vers le cytosol.

Citrine et Aralar font partie de la navette malate-aspartate, le mécanisme principal par lequel le NADH est transféré dans les mitochondries. Le cycle de cette navette permet de transférer indirectement un NADH cytosolique en un NADH mitochondrial grâce à l'importation de glutamate/H+ et de malate dans la matrice mitochondriale, et grâce à l'exportation de l'aspartate et de 2-oxoglutarate dans le cytosol. Ce processus permet à la glycolyse de fournir 2,5 molécules d'ATP à chaque transfert par l'intermédiaire du cycle de l'acide citrique (cycle de Krebs).
L'échange de glutamate/H+ contre un aspartate est effectué par l'antiport aspartate-glutamate, alors que l'échange d'un malate contre un oxoglutarate est effectué par l'antiport oxoglutarate-malate (OGC). Ce dernier échangeant le malate cytosolique contre du 2-oxoglutarate mitochondrial. Ces deux anticorps sont ainsi les éléments centraux et indispensables de la navette malate/aspartate.
En rééquilibrant le stock d'aspartates cytosoliques, cette navette participe également :
- à la néoglucogenèse (l'aspartate et 2-oxoglutarate pouvant servir de précurseurs non glucidiques pour la synthèse du glucose)
- au cycle de l'urée (l'aspartate combiné à la citrulline étant un précurseur de l'arginine)
- à la synthèse de la myéline permettant l'isolation et la protection des fibres nerveuses du cerveau et de la moelle épinière.

## Structure et mécanisme de fonctionnement
Citrine et Aralar sont les membres de la famille des antiport mitochondriaux SLC25 (solute carrier family 25) ayant la plus grande taille (675 acides aminés) et sont aussi les seuls connus à ce jour formant des dimères (environ 150 kDa). Bien que la structure globale de la protéine soit encore inconnue, la séquence d'acides aminés suggère que la protéine possèdent une structure tripartite composée: en N-terminal d'un domaine régulateur liant le calcium, suivi d’un domaine antiport transmembranaire prolongé par une hélice amphipathique à l’extrémité C-terminale.

### Le domaine de régulation
Citrine, Aralar et l'antiport ATP:Mg/phosphate sont les seuls transporteurs possédant un domaine de régulation en position N-terminale situé dans l'espace intermembranaire mitochondrial. Le domaine de régulation de Citrine et d'Aralar (310 acides aminés) est constitué de 8 motifs "main EF", parmi lesquels un seul semble lier un atome de calcium,.

Mécanismes d’actions du transporteur mitochondrial Citrine & Aralar. A) Représentation modulaire de Citrine B) Modèle structural de l'antiport aspartate-glutamate Citrine lié au calcium et C) sous forme apo. D) Mécanisme d’action du domaine antiport dans l’échange glutamate-proton contre un aspartate. Pour faciliter la compréhension seul le domaine antiport a été représenté. Le domaine de régulation N-terminal est coloré en bleu pâle, le domaine antiport en rose et l’hélice amphipathique C-terminale en orange. Au niveau du domaine de régulation N-terminal les éléments de structures secondaires liés à la dimérisation de la protéine sont présentés en vert foncé tandis que les éléments impliqués dans la libération de l’hélice C-terminale sont en cyan. Le domaine de transport est formé par une triple répétition de trois hélices (représentées en bleu, rouge et jaune).
Figure adaptée de Tavoulari, Lacabanne et al.

Les structures atomiques du domaine N-terminal de Citrine et d'Aralar lié au calcium et sous forme apo ont été déterminées par l'équipe du Professeur Edmund Kunji (Université de Cambridge). Une caractéristique remarquable de ce domaine est que, en présence de calcium, il permet le repliement de l'hélice amphipathique C-terminale dans une poche hydrophobe. En l'absence de calcium, les changements conformationnels du domaine N-terminal conduisent à la fermeture de la poche et donc à la libération de l'hélice amphipathique. Le lieu de destination de l'hélice amphipathique, ainsi que les étapes structurales conduisant à l'inhibition/activation du transporteur, restent inconnus.

### Le domaine antiport
Ce domaine transmembranaire est dédié exclusivement à l’échange d’un acide glutamique contre un aspartate. La structure de ce domaine composé de 330 acides aminés est inconnue, mais son repliement général ne devrait pas différer sensiblement du repliement des autres antiports mitochondriaux de la famille SLC25. En effet, les domaines antiport présentent une structure similaire à celle de l'antiport mitochondrial ADP/ATP, qui a été caractérisée en détail,,. Ils se caractérisent par une structure pseudo-symétrique triple composée de trois domaines possédant une structure similaire, ce qui reflète les trois répétitions de séquences homologues. Chaque domaine est constitué de deux hélices transmembranaires reliées par une boucle contenant une hélice matricielle, qui s'agencent pour former un faisceau de six hélices.
Par analogie, un mécanisme a été proposé pour le transfert des substrats. Le domaine de transport peut arborer deux états distincts opposés : ouvert du côté de la matrice mitochondriale (m-state) ou bien ouvert du côté de l’espace inter-membranaire et du cytoplasme (c-state). La liaison à la protéine d’un glutamate et d’un proton provenant du cytoplasme induit un changement d’état conduisant à la fermeture du transporteur de son côté cytoplasmique mais aussi à l’ouverture de son côté mitochondrial libérant ainsi le glutamate dans la matrice mitochondriale. Le processus inverse s’effectue après la fixation d’un aspartate transportant ainsi l’acide aminé dans le cytoplasme.